# Français tricolore
Français tricolore är en hundras från Frankrike. Den är en braquehund och drivande hund för jakt i koppel (pack) på högvilt. Français tricolore är besläktad med poitevin och billy. 1957 delades de större franska packhundarna in efter färg och om de hade foxhound inkorsat - de senare kallas anglo-français.